# Kathleen Cleaver
Pour les articles homonymes, voir Cleaver.
Kathleen Cleaver, née le 13 mai 1945 à Dallas, dans le Texas, est une américaine qui a été successivement une militante du SNCC (Student Nonviolent Coordinating Committee), une activiste des Black Panthers, une professeure des universités puis une militante du mouvement des droits civiques.

## Biographie

### Jeunesse
Kathleen vient d'une famille intellectuelle : son père, Ernest Neal titulaire d'un doctorat passé à l'université du Michigan, est professeur de sociologie au Wiley College (en)et sa mère, Juette (Johnson) Neal, détient une maîtrise de mathématiques. Après sa naissance, son père accepte un poste de professeur à l'université Tuskegee dans l'Alabama. Il travaille ensuite pour le service des Affaires étrangères, et la famille voyage en Inde, au Libéria et Sierra Leone,,.

### Engagement
En 1966, alors qu'elle est secrétaire du SNCC (Student Nonviolent Coordinating Committee) à New York, elle part organiser une conférence de la SNCC à la Fisk University, à Nashville, Tennessee. C'est là-bas qu'elle rencontre le ministre de l'information des Black Panthers, Eldridge Cleaver. Elle rejoint les Black Panthers à San Francisco en 1967, et se marie avec Eldridge Cleaver en décembre de cette même année. Elle devient la Secrétaire chargée de la Communication, et la première femme membre des Black Panthers. Au slogan masculin Black Power, elle préfère un Black is beautiful. Quand Huey Newton est incarcéré, c'est elle qui met en place la campagne en faveur de sa libération.
Elle devient, avec son mari, membre du parti californien Peace and Freedom, qui milite en faveur des droits des femmes et pour la fin de la guerre du Viêt Nam,. 
Constamment surveillés par le FBI, régulièrement des perquisitions sont effectuées chez eux, car ils sont suspectés de cacher des armes à leur domicile. Le 6 avril 1968, lors d'une descente de la police d'Oakland à leur domicile, une fusillade éclate, deux officiers sont blessés et un membre des Black Panthers, Bobby Hutton (en) est tué. Eldridge Cleaver est accusé du meurtre. Il choisit de fuir à Cuba, en 1969, au bout de sept mois il traverse l'océan pour s"installer en Algérie. Enceinte de leur premier enfant, Kathleen le rejoint en Algérie où elle donne naissance à leur fils Maceo en juillet 1969. Un an plus tard, ils se retrouvent en Corée du Nord, où Kathleen donne naissance à une fille, Jojuyounghi (Joju) . Puis le couple Cleaver retourne en Algérie qui devient la base de la branche internationale du Black Panther Party (BPP). Après des conflits idéologiques pour obtenir le leadership du BPP, c'est la tendance menée par Huey Newton qui l'emporte, les Cleaver sont expulsés du BPP, craignant pour leur vie, ils quittent l'Algérie,,,,.
La France leur accorde un droit de résidence en 1973, mais ils décident de tout de même rentrer aux États-Unis, où Eldridge est immédiatement incarcéré. Il devra subir cinq années de probation et 2,000 heures de travaux forcés. Grâce aux nombreux efforts de Kathleen, il sera libéré sous caution en 1976. Le couple divorce en 1987.

### Carrière universitaire
Kathleen Cleaver est admise à l'Université Yale en 1981. Elle a obtient son Bachelor of Arts (licence) en 1983 avec une majeure en histoire, elle poursuit ses études à la faculté de droit de Yale et obtient le Law degree (en) (mastère de droit)  en 1989 et a commencé à enseigner à l'Université Emory à Atlanta,,,.

### Divers
Alors qu'elle est une militante active des Black Panthers, elle apparaît dans le film Zabriskie Point de Michelangelo Antonioni, dans lequel elle joue une des leaders étudiantes lors de la contestation à Los Angeles.
Récemment, elle a également participé au documentaire Tupac: Resurrection puis dans le documentaire Black Power Mixtape.